# Arantxa Sánchez Vicario
Aránzazu Isabel María "Arantxa" Sánchez Vicario (født 18. december 1971 i Barcelona) er en spansk tidligere tennisspiller. Hun var en af verdens bedste kvindelige tennisspillere i 1990'erne og vandt i løbet af sin karriere 14 grand slam-titler: fire i damesingle, seks i damedouble og fire i mixed double. Hun vandt endvidere fire OL-medaljer og var fem gange en del af det spanske hold, der vandt Fed Cup. I 1994 blev kun kåret til ITF-verdensmester for kvinder.
Hun vandt 29 WTA-turneringer i single, heraf seks Tier I-titler, og 69 WTA-doubletitler, heraf to WTA Tour Championships og 16 titler på Tier I-niveau.
Sánchez Vicario var nr. 1 på WTA's verdensrangliste i damesingle i tolv uger i 1995, og hun besatte førstepladsen på doubleranglisten i 111 uger i årene 1992-1997, heraf en periode på 73 uger i træk fra 13. november 1995 til 6. april 1997.
Hun blev i 2007 valgt ind i International Tennis Hall of Fame.

## OL
Sánchez Vicario deltog i fem olympiske lege gennem sin karriere. Ved OL 1988 i Seoul blev hun besejret i første runde i single, men allerede ved sit andet OL, der foregik på hjemmebane i Barcelona i 1992, gik det meget bedre. I single var hun andenseedet, men trods hjemmebanestøtte måtte hun se sig besejret i semifinalen af Jennifer Capriati fra USA, der senere besejrede tyske Steffi Graf i finalen og dermed fik guld, mens Sánchez Vicario som tabende semifinalist fik bronze. Endnu bedre gik det i damedouble, hvor hun spillede sammen med Conchita Martínez, da denne duo nåede finalen, men her fik sølv, da de blev besejret af amerikanerne Mary Joe Fernandez og Gigi Fernandez i tre sæt.
Ved OL 1996 i Atlanta gik det også fint for hende, idet hun her nåede finalen i single, hvor hun dog tabte til amerikanske Lindsay Davenport, men fik sølv. I damedouble spillede hun igen sammen med Conchita Martínez, og parret nåede her semifinalen, hvor de tabte til tjekkerne Jana Novotná og Helena Suková, der senere tabte finalen til Fernandez og Fernandez fra USA. Denne gang blev der spillet om bronzemedaljen, og her vandt de to spaniere over et hollandsk par.
Ved OL 2000 i Sydney nåede hun kvartfinalen i single samt ottendedelsfinalen i double (igen med Martínez), og ved OL 2004 i Athen tabte hun i første runde i double sammen med Anabel Medina.